# Loentia
Loentia (llamada oficialmente Santo Estevo de Loentia) es una parroquia española del municipio de Castro de Rey, en la provincia de Lugo, Galicia.

## Organización territorial
La parroquia está formada por seis entidades de población, constando cinco de ellas en el nomenclátor del Instituto Nacional de Estadística español:
- As Lombas
- Bouzaboa
- O Real
- Os Carballás
- Os Vales
- Portocovo

## Demografía
| Gráfica de evolución demográfica de Loentia entre 2000 y 2019 |
|                                                               |
| Datos según el nomenclátor publicado por el INE.              |